# Maria dalle Carceri
Maria dalle Carceri, död 1323, var regerande markisinna av markisatet Bodonitsa (vasallstat till kungariket Thessaloniki och sedan furstendömet Achaea) i nuvarande Grekland mellan 1311 och 1323.
Hon tvingades betala tribut åt det katalanska kompaniet, men lyckades bevara statens självständighet gentemot det.
Hon lyckades genom äktenskapspolitik säkra arvet åt sin dotter Guglielma Pallavicini.